# Marcell Jansen
Marcell Jansen (nascut el 4 de novembre de 1985 en Mönchengladbach) és un futbolista alemany que juga com a lateral esquerre a l'Hamburg.

## Internacional
Ha estat internacional amb la selecció de futbol d'Alemanya havent jugat 30 partits i marcat 2 gols.

## Participacions en Copes del Món
| Mundial                        | Seu        | Resultat      |
| ------------------------------ | ---------- | ------------- |
| Copa Mundial de Futbol de 2006 | Alemanya   | Tercer lloc   |
| Copa Mundial de Futbol de 2010 | Sud-àfrica | Semifinalista |

## Clubs
| Club                     | País     | Any         |
| ------------------------ | -------- | ----------- |
| Borussia Mönchengladbach | Alemanya | 2004 - 2007 |
| FC Bayern de Múnic       | Alemanya | 2007 - 2008 |
| Hamburger SV             | Alemanya | 2008 -      |

## Palmarès

### Campionats nacionals
| Títol                     | Club               | País     | Any  |
| ------------------------- | ------------------ | -------- | ---- |
| Copa de futbol d'Alemanya | FC Bayern de Múnic | Alemanya | 2008 |